# 公共機能局
公共機能局（こうきょうきのうきょく）は、イタリアの閣僚評議会議長府（首相府）に置かれている組織である。

## 概要
行政の近代化やニーズに対応するため、1983年3月の法律によって設置された。公共事業に関する規制、公共における管理や技術革新（イノベーション）などを行っている。
行政担当大臣の下、公共機能局長は責任者として局内の組織と機能を管理する。